# ابن القليوبي
علي بن محمد بن أحمد بن حبيب القليوبي (؟ - 412هـ/ 1021-1022م) ويُلقَّب بالكاتب، ويُشار إليه بابن القليوبي وأحياناً القليوبي، وهو أديب وكاتب وشاعر مصري عاش في كنف الخلافة الفاطميَّة.

## سيرته
ولِدَ علي بن محمد بن أحمد في مدينة قليوب في مصر، ولا يُعرَف الكثير عن تفاصيل حياته، وكان كاتباً في ديوان الدولة الفاطميَّة، وعاصر عدداً من الخلفاء. تكسَّب ابن القليوبي من مديح الخلفاء الفاطميين ورجال الدولة، ونظم أشعاراً أخرى في أغراض وجدانيَّة، وتناول في شعره الغزل والخمر، وكان له ميل إلى المجون، وأسلوبه الشعري شبيه بأسلوب عبد الله بن المعتز. وإلى جانب نظمه الشعر كان كاتباً بارعاً. تُوفِّي ابن القليوبي في سنة 412هـ في خلافة الظاهر.